# Accordo (partito politico)
Accordo (in polacco: Porozumienie) è un partito politico polacco di orientamento conservatore fondato nel 2017 da Jarosław Gowin, allora vice-Presidente del Consiglio.
Inizialmente designato col nome di Alleanza (Zjednoczenie), esso ha visto la confluenza di Polonia Insieme e l'adesione di alcuni esponenti politici di varie formazioni.
In occasione delle elezioni europee del maggio 2019 e delle elezioni parlamentari dell'ottobre successivo, il partito ha presentato i propri candidati all'interno delle liste di Diritto e Giustizia: 14 deputati e 2 senatori.
Dal 2017 al 2021 ha fatto parte della coalizione Destra Unita assieme ai partiti Diritto e Giustizia e Polonia Solidale.
Nel febbraio 2021 le tensioni tra il leader del partito Gowin e l'europarlamentare Adam Bielan hanno portato all'espulsione di quest'ultimo che, assieme ad altri dissidenti del partito, ha ri-fondato il Partito Repubblicano polacco nel giugno 2021.

## Ideologia e posizioni
Accordo si definisce come un "partito conservatore moderno", anti-burocrazia, moderatamente social-conservatore e a favore del liberalismo economico e delle autonomie locali.

## Parlamentari

### Deputati IX legislatura (2019-2023)
- Mieczysław Baszko (fino al 2021)
- Kamil Bortniczuk (fino al 2021)
- Stanisław Bukowiec
- Michał Cieślak (fino al 2021)
- Anna Dąbrowska-Banaszek (fino al 2021)
- Jadwiga Emilewicz (fino al 2021)

- Jarosław Gowin
- Andrzej Gut-Mostowy (fino al 2021)
- Wojciech Maksymowicz (fino al 2021)
- Iwona Michałek
- Wojciech Murdzek (fino al 2021)
- Marcin Ociepa (fino al 2021)

- Grzegorz Piechowiak (fino al 2021)
- Andrzej Sośnierz
- Magdalena Sroka
- Włodzimierz Tomaszewski (fino al 2021)
- Michał Wypij
- Jacek Żalek (fino al 2021)

### Senatori X legislatura (2019-2023)
- Tadeusz Kopeć (fino al 2021)[9]
- Józef Zając

### Europarlamentari IX legislatura (2019-2024)
- Adam Bielan (fino al 2021)[9]

## Risultati
| Elezione          | Elezione     | Voti   | %      | Seggi    | Posizione   |
| ----------------- | ------------ | ------ | ------ | -------- | ----------- |
| Europee 2019      | Europee 2019 | In PiS | In PiS | 0 / 52   | -           |
| Parlamentari 2019 | Sejm         | In PiS | In PiS | 14 / 460 | Maggioranza |